# Honnakatta, Arsikere
Honnakatta là một làng thuộc tehsil Arsikere, huyện Hassan, bang Karnataka, Ấn Độ.